# المنتدى العالمي للنساء العربيات
المنتدى العالمي للنساء العربيات هو منظمة تتخدُ من لندن مقرًا لها وتضمّ 1500 من الجمعيات والأفراد والشركات من 45 بلدًا. يهدفُ المنتدى إلى تمكين المرأة من كافّة حقوقها كما يعملُ على تحقيق المساواة بينَ الرجال والنساء في مختلف مجالات المجتمع.

## التاريخ
تأسّس المنتدى في عام 2001 من قِبل هيفاء فاهوم التي وضعت رؤية واضحة لمساعدة المرأة العربية وتمكينها من كافّة حقوقها بعدما أضحت جزءًا لا يتجزأ من المجتمع الدولي. حصلَ المنتدى على دعمٍ من قِبل جمعيات ومنظمات دوليّة أخرى كما انضمّت له عشرات النساء الرائدات من مُختلف دول العالم وذلكَ من أجلِ توسيع الدور المتنامي للمرأة في السوق العالمية وحثها على اتخاذ القرارات. هيفاء فاهوم هي أيضًا عضو في حركة سوزان مبارك الدولية للمرأة من أجل السلام وعضو كذلكَ في القيادة النسائية في جامعة هارفارد.
أصدرَ المنتدى عام 2005 تقريرًا بعنوان محركات النمو الاقتصادي في العالم العربي وجاء باقتراح منح الرجال العرب إجازة الأبوة لرعاية الأطفال بدلا من ترك كامل المسؤولية للمرأة وذلكَ إحقاقًا لمبدأ العدالة وتوزيع المهام بالتساوي كلٌ حسب ما يُمكنهُ القيامُ به. في عام 2011؛ أطلَقَ المنتدى مبادرة أخرى لدعمِ المرأة العربيّة على كافّة المستويات.

## الوصف
يقومُ المنتدى على مبدأ تمكين المرأة العربيّة من كافة حقوقها وذلكِ من خلال توفير فرص العمل بعدَ التعليم ويعملُ المنتدى جاهدًا على تهيأتها حتى تتمكّنَ من خِلال وضعِ بصمة في المجتمع ككل الأفراد. يسمحُ المنتدى للنساء العربيّات في تثقيف أنفسهم ومنحهم إمكانيّة الوصول إلى أجهزة الكمبيوتر واستغلال التكنولوجيا كما يُمكنهنّ من الحصول على المنح الدراسية حتى يتمكننّ من تحقيق ذواتهنّ.
زادت شهرة هذا المنتدى بعدما عقدَ شراكات مع شركات ومنظمات في دول أخرى ومكّن النساء العربيات منَ العمل هناك بل مكّن النساء العربيات المٌقيمات في بريطانيا وأوروبا بالتعاقد مع السيدات في الشرق الأوسط وشمال أفريقيا ومنحهنّ المزيد من فرص الأعمال التجارية وما إلى ذلك.